# Echinomuricea splendens
Echinomuricea splendens is een zachte koraalsoort uit de familie Plexauridae. De koraalsoort komt uit het geslacht Echinomuricea. Echinomuricea splendens werd in 1909 voor het eerst wetenschappelijk beschreven door Thomson & Simpson. 